# Caryosyntrips
Caryosyntrips ('notenkraker') is een geslacht van uitgestorven radiodonten, dat tijdens het Midden-Cambrium bekend was uit wat nu Canada, de Verenigde Staten en Spanje is. Caryosyntrips is alleen bekend van zijn veertien-gesegmenteerde frontale aanhangsels, die lijken op notenkrakers, gewonnen uit de Burgess Shale-formatie in Canada, de Wheeler Shale en Marjumformatie in de Verenigde Staten en de Valdemiedes-formatie in Spanje. Het werd voor het eerst benoemd in 2010 door Allison C. Daley en Graham E. Budd en de typesoort is Caryosyntrips serratus. 
Aangenomen wordt dat Caryosyntrips zijn aanhangsels heeft gebruikt in een schaarachtige grijpende of snijdende beweging, en waarschijnlijk durofaag was, dus zijn voedsel krakend, en zich voedde met organismen met een harde schaal. Vanwege de ongebruikelijke morfologie van de frontale aanhangsels en de beperkte omvang van de bekende overblijfselen, blijft zijn positie binnen de Radiodonta onzeker.